# Université Huáqiáo

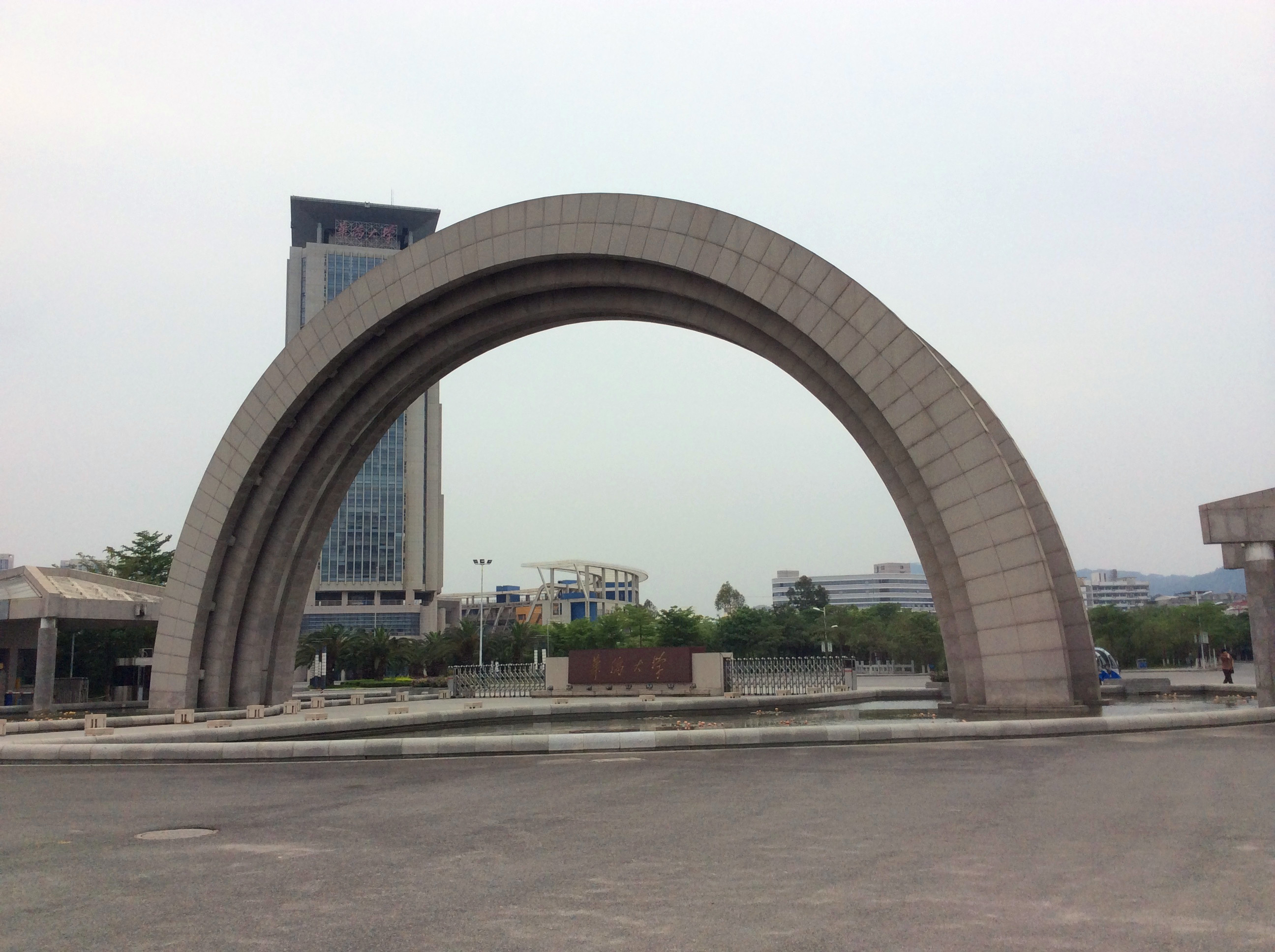
L'entrée principale du Campus d'Amoÿ.

L'Université Huáqiáo (chinois traditionnel : 華僑大學 ; chinois simplifié : 华侨大学 ; pinyin : Huáqiáo Dàxué ; litt. « Université pour les chinois d'outre-mer ») est une université chinoise situé à la province du Fujian (Hokkien en Hokkien), au Sud-Est de la Chine. Elle comprend deux campus: le Campus de Xiamen (ou Campus de Amoÿ) et le Campus de Quánzhōu.

## Formations
L'Université Huáqiáo est comprise de 12 facultés:
- Faculté de la Philosophie;
- Faculté des Sciences économiques;
- Faculté des Lois;
- Faculté de l'Éducation;
- Faculté de la Littérature;
- Faculté de l'Histoire;
- Faculté des Sciences naturelles;
- Faculté des Sciences industrielles;
- Faculté de l'Agriculture;
- Faculté de la Médicine;
- Faculté de l'Administration;
- Faculté des Arts.